# Cá ma cà rồng
Cá ma cà rồng, tên khoa học Hydrolycus scomberoides, là một loài cá săn mồi nước ngọt. Chúng được tìm thấy ở lưu vực sông Amazon, biên giới phía đông của phạm vi phân bố của nó là sông Tapajós. Nó là loài đầu tiên được mô tả trong bốn loài thuộc chi Hydrolycus.

## Mô tả
Tính năng đáng chú ý nhất của loài này là hai chiếc răng nanh dài nhô ra từ hàm dưới của nó. Những chiếc răng nanh có thể có từ 4 đến 6 inch. Cá ma cà rồng có thể đạt chiều dài 1,17 m (3,8 ft) và khối lượng 17,8 kg (39 lb), dù nhiều người cho rằng nó chỉ đạt 30 cm (12 in) và báo cáo về các cá thể lớn hơn có thể là do nhầm lẫn với các họ hàng của nó, đặc biệt H. armatus. Chế độ ăn gồm chủ yếu là cá nhỏ, nó cũng chia sẻ cùng vùng sống với Cichla ocellaris.

## Trong văn hóa đại chúng
Cá ma cà rồng xuất hiện trong mùa đầu tiên của chương trình River Monsters.

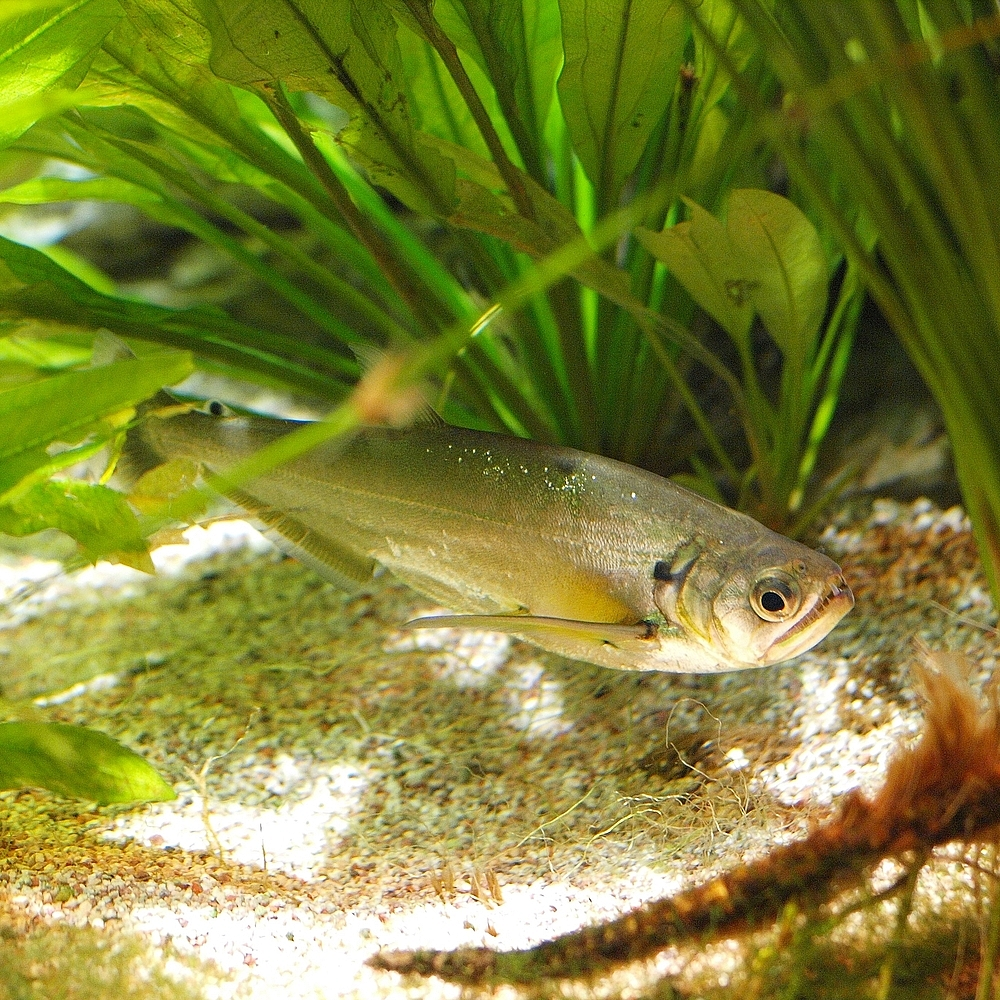
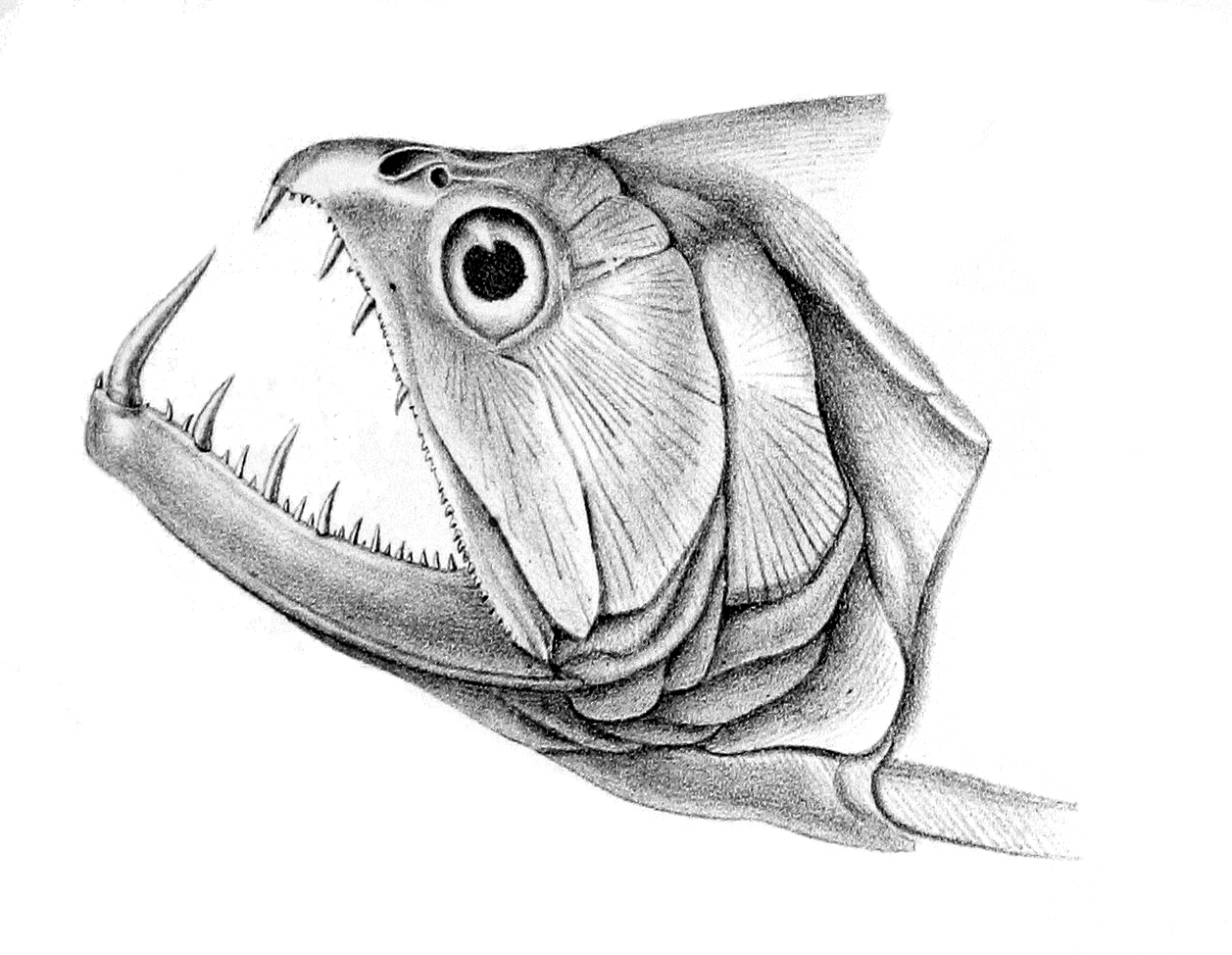